# Санша Енрікеш
Са́нша Енрі́кіш (порт. Sancha Henriques; 1097—1163) — португальська інфанта. Представниця португальського Бургундського дому. Народилася в Бразі, Португалія. Друга донька португальського графа Генріха Бургундського й Терези Леонської, позашлюбної дочки кастильсько-леонського короля Альфонсо VI. Сестра португальського короля Афонсу I. Виходила заміж двічі: перший чоловік — галісійський вельможа Санчо Нуньєс (1070-1130), граф Селанови, управитель Понте-де-Ліми; другий чоловік — португальський вельможа Фернан Мендеш ІІ (1095—1160), управитель Браганси. Померла 1163 року, в Португалії, у 60-річному віці. Також — Са́нша Португа́льська, Са́нча Португа́льська.

## Сім'я
- Батько: Генріх Бургундський (1066–1112) — граф Португалії (1096–1112).
- Мати: Тереза Леонська (1083—1130), позашлюбна донька кастильсько-леонського короля Альфонсо VI.
- Брати: 
  - Енріке (1106—1110) — португальський інфант; помер у дитячому віці.
  - Афонсу I (1109—1185) — граф Португалії (1112—1139), перший король Португалії (1139—1185).
- Сестри: 
  - Уррака (1095/1097—1173) — португальська інфанта.
  - Тереза (1098) — португальська інфанта; померла в дитячому віці .
- 1-й чоловік: Санчо Нуньєс (1070-1130), граф Селановський, управитель Понте-де-Ліми.
  - Уррака (Urraca Sanches de Celanova; бл. 1120—?) ∞ Гонсалу Меншдіш де Соуза, португальський вельможа[2].
  - Васку (Vasco Sanches de Celanova; 1153—1182), граф Селановський.
  - Фруїлі (Fruilhe Sanches de Barbosa; ?—?) ∞ Педру Фернандіш де Браганса, португальський вельможа.
- 2-й чоловік: Фернан Мендіш ІІ (1095—1160), управитель Браганси.